# Serranus huascarii
El camotillo o serrano bandera (Serranus huascarii) es una especie de peces de la familia Serranidae en el orden de los Perciformes.

## Distribución geográfica
Se encuentra en el Pacífico oriental central.